# La Celle-Saint-Avant
 La Celle-Saint-Avant  es una población y comuna francesa, situada en la región de  Centro, departamento de Indre y Loira, en el distrito de Loches y cantón de Descartes.

## Demografía
| 889 | 1017 | 1031 | 1055 | 1095 | 1080 |
| Para los censos de 1962 a 1999 la población legal corresponde a la población sin duplicidades (Fuente: INSEE [Consultar]) |      |      |      |      |      |